# Popești (okręg Kluż)
Popești – wieś w Rumunii, w okręgu Kluż, w gminie Baciu. W 2011 roku liczyła 601 mieszkańców.